# Как заниматься любовью по-английски
«Как заниматься любовью по-английски» (англ. Some Kind of Beautiful) — американский фильм 2014 года, снятый режиссёром Томом Воном. В Канаде картина вышла под названием How to Make Love Like an Englishman, а в Великобритании — Lessons in Love.

## Сюжет
Профессор Кембриджского университета Ричард Хейг (Пирс Броснан) — отпетый ловелас. Однажды его студентка Кейт (Джессика Альба) огорошила профессора известием о своей беременности. Несмотря на то, что ему нравится её сестра Оливия (Сальма Хайек), желая поступить правильно, Хейг делает Кейт предложение. 
Молодожёны переезжают в Лос-Анджелес, но семейная жизнь у них не складывается, и спустя несколько лет Кейт находит мужу замену и решает от него уйти. На этом проблемы Ричарда не заканчиваются — служба эмиграции может его депортировать, и профессору нужно срочно упорядочить свою жизнь. Помогает ему в этом всё та же Оливия.

## В ролях
- Пирс Броснан — Ричард Хейг
- Сальма Хайек — Оливия
- Джессика Альба — Кейт
- Малкольм Макдауэлл — Гордон
- Бен Маккензи — Брайан
- Меррин Данги — Анжела
- Марли Мэтлин — Синди
- Иван Сергей — Тим
- Ломбардо Бойяр — Эрнесто
- Фред Меламед — Виктор Пиггот
- Дункан Джойнер — Джейк
- Пол Рэй — Чад
- Роберт Мейлхаус — Алан

## Производство
Джессика Альба, Пирс Броснан и Кристин Скотт Томас были в первом составе фильма. Позже Томас оставила проект и была заменена на Сальму Хайек. Бен Маккензи присоединился к съёмкам 17 октября 2013 года.

## Съемки
Картина была снята за 25 дней, съёмки начались 14 октября 2013 года и закончились 9 ноября 2013.

## Релиз
Мировая премьера фильма состоялась 6 ноября 2014 года. В Дании премьера состоялась 4 июня 2015 года. Картина была показана на канале компании DirecTV 23 июля 2015 года.

## Критика
Фильм получил преимущественно негативные рецензии. На сайте Metacritic его рейтинг 11 %.